# The Japan Ukiyo-e Museum

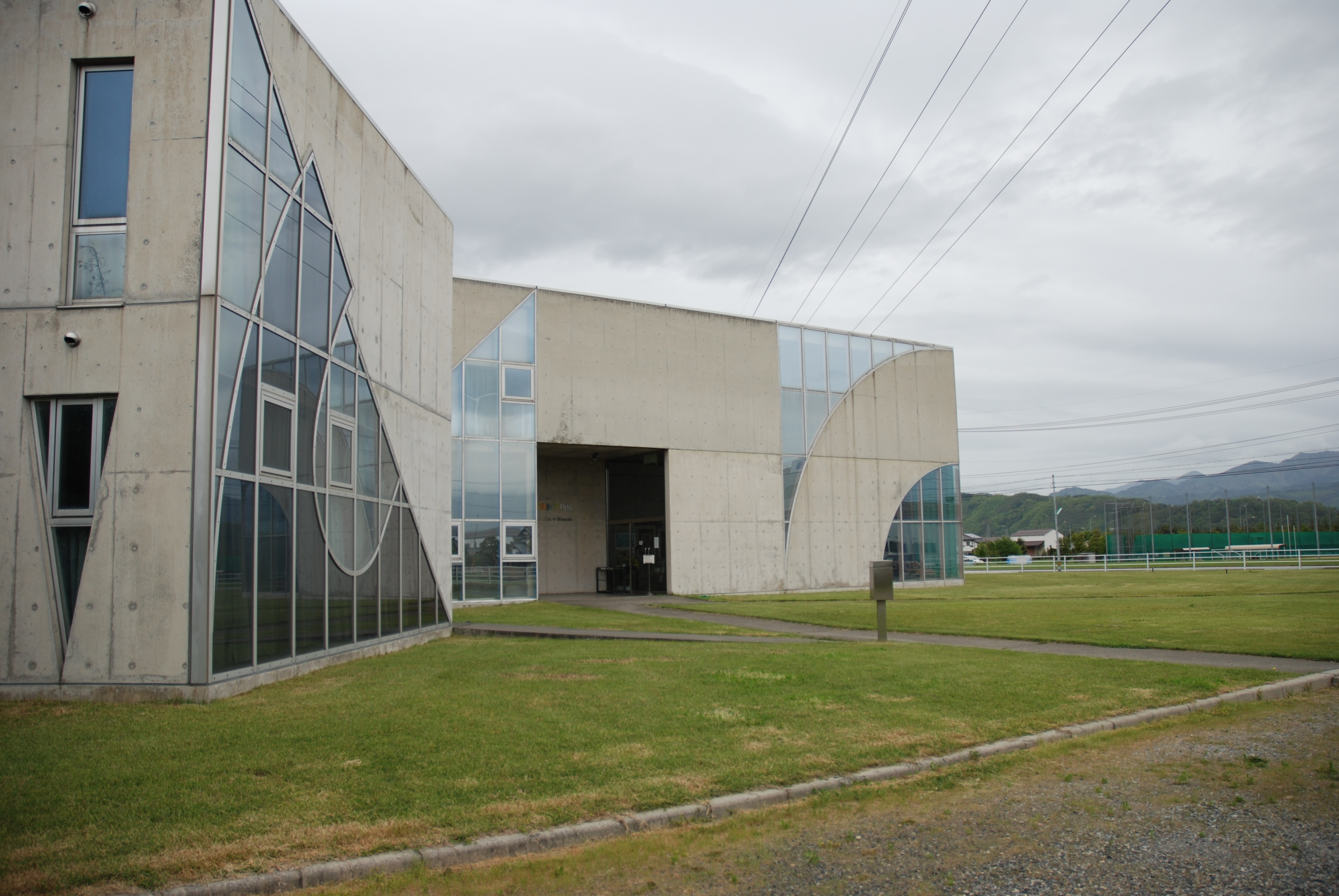
Japan Ukiyo-e Museum i Matsumoto.

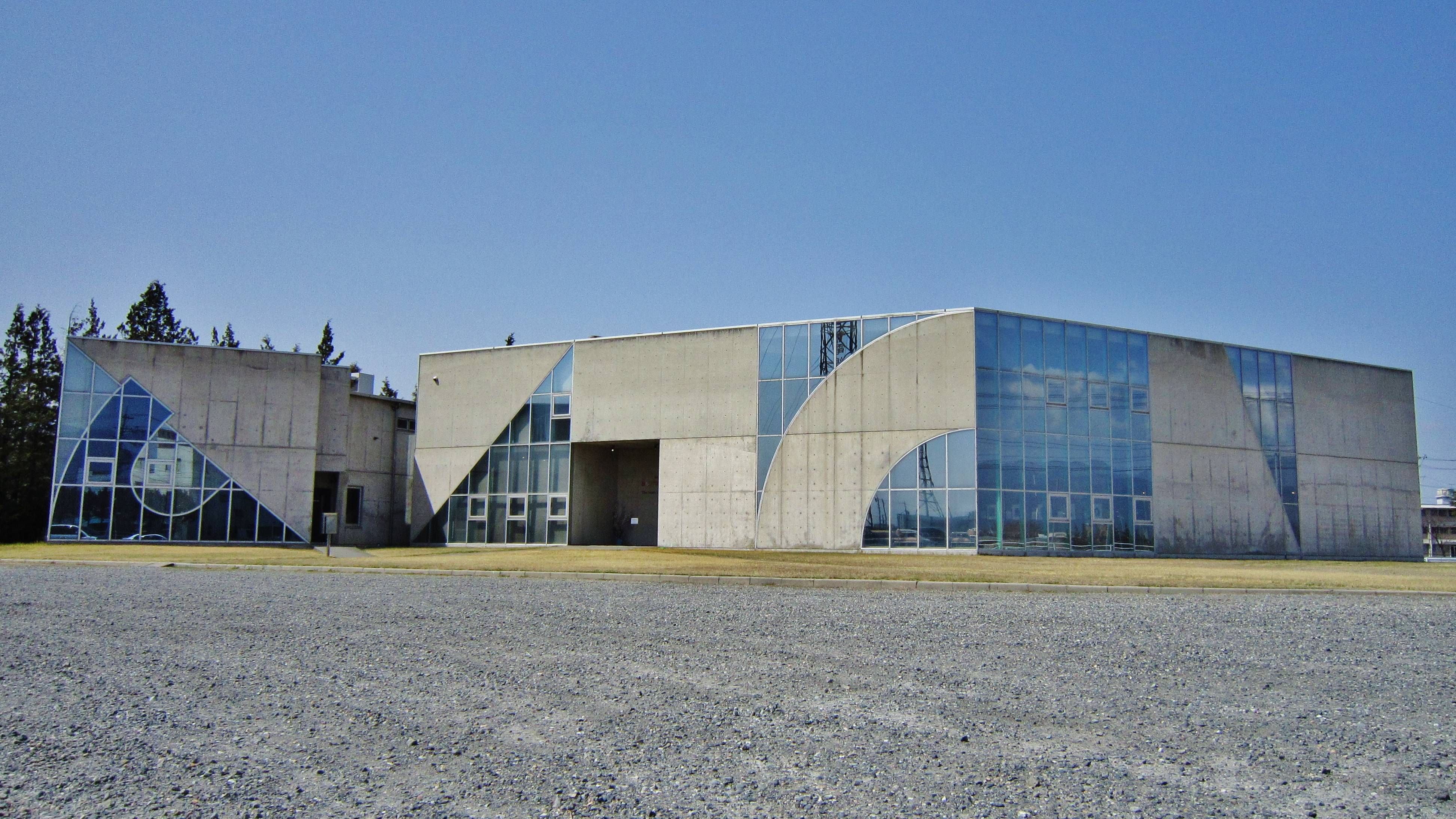
The Japan Ukiyo-e Museum

The Japan Ukiyo-e Museum är ett privat japanskt konstmuseum i Matsumoto i prefekturen   Nagano, som är specialiserat på japanska träsnitt.
The Japan Ukiyo-e Museum öppnades 1982 i Matsumoto av den lokale affärsfamiljen Sakai. Det är baserat på samlingar av ukiyo-e som ägs av familjen och i huvudsak etablerats av Yoshitaka Sakai (1810-69), pappersgrossist och konstmecenat, och hans son och sonson. 
Huvudbyggnaden är ritad av Kazuo Shinohara och flygeln från 1995 av Haba Kuniharu.